# スコル

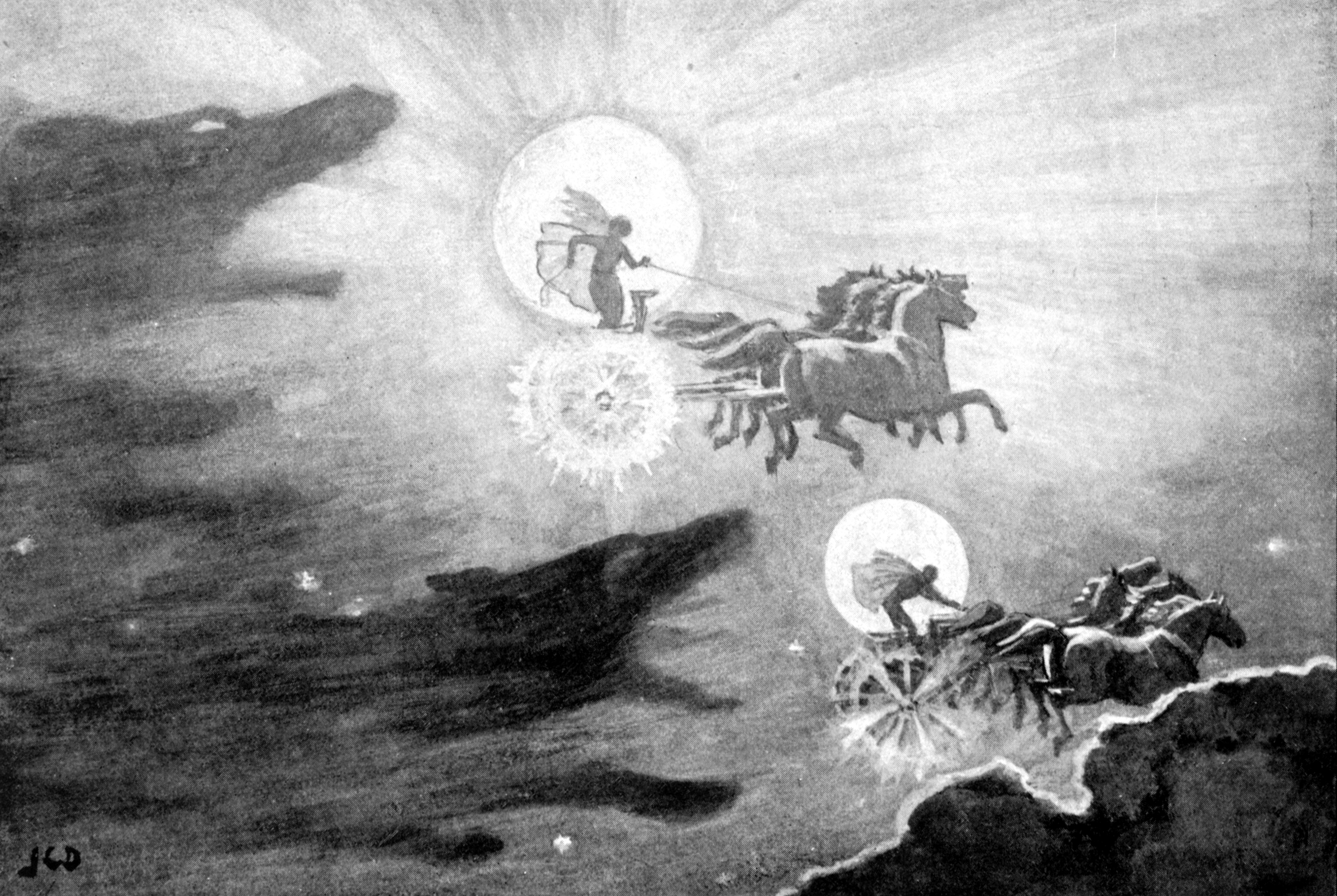
J. C. Dollmanが描いたスコルとハティ。（1909年）

スコル（スコール、スコッル、スケルとも）(Sköll)は、北欧神話に登場する狼である。巨大な狼フェンリルと鉄の森の女巨人との間の子。その名前は古ノルド語で「嘲るもの」「高笑い」を意味する。名前の語源によっては、他に「騒音」「まどわし」といった意味もあると考えられている。
常に太陽（ソール）を追いかけており、日食はこの狼が太陽を捕らえたために生じると考えられた。ラグナロクの際には、太陽に追いつき、これを飲み込むとされている。通常、このように太陽を飲み込んだ場合、地上の人々は鍋を叩いて吐き出させたという。狼の姿をした巨人とも考えられる。日食や月食が生じるのは天空の怪物の仕業だとする説話は世界各地にあり、北欧〜ゲルマン地域ではそう言った『天災』の象徴に『狼』が使われることがしばしばある。